# Die Minimenschen
Die Minimenschen (französisches Original: Les petits hommes) sind eine vom franko-belgischen Zeichner und Texter Pierre Seron in den 1960er Jahren erfundene Comicserie, von der im Original 49 Alben erschienen sind. Die Erstveröffentlichung erfolgte ab 1967 im Magazin Spirou.
Die Serie und der Stil von Seron sind, besonders in ihren Anfängen, deutlich von André Franquin und seinem Klassiker Spirou und Fantasio beeinflusst.

## Idee und Handlung
Bei den Minimenschen handelt es sich um die Einwohner eines ganz normalen französischen Provinzdorfes, die eines Tages durch den Kontakt mit einem Meteoriten in ca. 10–15 cm große Miniaturausgaben verwandelt werden. Da sich (zunächst) ihre Situation so darstellt, dass sie alle Menschen, mit denen sie in Kontakt treten, ebenfalls schrumpfen lassen, beschließen sie, ihr ganzes Dorf in nicht mehr benutzte Zisternen unter einem Schloss zu verlegen. Im weiteren Verlauf des ersten Albums werden die Zisternen durch einen Unfall überflutet und die Minimenschen ziehen in Höhlen einer Steilwand am Meer. Dort führen sie ein idyllisches, utopisches Leben.

## Hauptfiguren
Der Held der Serie ist Régis Renaud, ein Mirage-Pilot, der durch die Erfindungen des genialen Professors Joachim Hundsecker (franz.: Hondegger) mit sehr weit fortgeschrittener Technologie aufregende Abenteuer besteht. Ihm zur Seite stehen, wie im franko-belgischen Funny üblich, eine Reihe mehr oder weniger skurriler Nebenfiguren sowie immer wiederkehrende Widersacher.

## Alben und deutsche Ausgaben
Die ersten Geschichten um die Minimenschen erschienen schon in den 1960er Jahren als Kurzgeschichten. 1974 erschien das erste Album, das die Entstehungsgeschichte der Minimenschen erzählt.
Die Serie erschien in den 1970er Jahren in Deutschland in lockerer Folge in Fix und Foxi im Kauka-Verlag als Die Minis. Anfang der 1980er Jahre brachte der Bastei-Verlag eine kurzlebige Ausgabe unter dem Titel Herbie Huppser und die Mikronauten heraus, bevor 1987 der Reiner Feest Verlag (seit 1991 Teil der Ehapa-Gruppe) eine doppelte Edition startete: Unter dem Titel Minis Classics erschienen in 5 Bänden die frühen Kurzgeschichten aus den 1960er Jahren und unter dem Titel Die Minimenschen 21 Bände der laufenden Serie. Die danach noch ausstehenden Bände 22 bis 44 wurden von 2000 bis 2015 im Salleck-Verlag veröffentlicht.
Ab Herbst 2008 erschien eine chronologische Gesamtausgabe in umfangreichen Sammelbänden beim Ehapa-Verlag. Nachdem im Jahr 2012 Sammelband 12 erschienen ist, wurden auch zuvor unveröffentlichte Alben im Rahmen der Gesamtausgabe veröffentlicht. Im September 2013 ist mit Band 15 die abschließende Ausgabe, die die Einzelbände 41 bis 44 enthält, erschienen.
Seit August 2022 erscheint im Stefan Riedl Verlag eine auf 11 Bände angelegte Gesamtausgabe, die sämtliche Geschichten und Coverillustrationen in chronologischer Reihenfolge beinhalten wird. Die Bände orientieren sich dabei inhaltlich und von der Aufmachung an der von 2010 bis 2022 im belgischen Dupuis-Verlag veröffentlichten Gesamtausgabe. Die Reihe wird ab 2025 beginnend mit Band 3 in der Zack Edition des Blattgold-Verlags fortgesetzt.
Zwischen 1999 und 2009 veröffentlichte Pierre Seron sechs Alben einer erotischen Persiflage unter dem Titel Die Minimädchen, die auf Deutsch beim BSE Verlag und als zweibändige Gesamtausgabe in den Jahren 2022/23 beim SR Verlag erschienen sind. Dabei handelt es sich um eine eigenständige Serie, die bis auf die Namensähnlichkeit keinen Bezug zu den Minimenschen hat. Lediglich im sechsten und letzten Band sind einige Anspielungen auf Serons Hauptserie enthalten.